# Georg von Trapp
Georg Ludwig Ritter von Trapp (ur. 4 kwietnia 1880 w Zadarze, zm. 30 maja 1947 w Bostonie) – kapitan Marynarki Wojennej Austro-Węgier. Zasłużony w walkach na morzu podczas I wojny światowej. Odznaczony prestiżowym Orderem Marii Teresy. Głowa rodziny sportretowanej w musicalu Dźwięki muzyki.

## Życie
Georg Ludwig Ritter von Trapp był synem Hedwig Wepler i Augusta Trappa, oficera marynarki wojennej, który otrzymał tytuł szlachecki Kawalera (niem. Ritter) w roku 1876. August Ritter von Trapp zmarł w 1884 roku, kiedy Georg Ludwig miał cztery lata. Georg miał siostrę, Hede von Trapp, później artystkę austriacką, oraz brata, Wernera von Trappa, który zmarł podczas I wojny światowej w 1915 roku.
W roku 1894 Georg von Trapp poszedł śladami ojca i rozpoczął karierę wojskową, wstępując do Akademii Marynarki Wojennej Cesarstwa w Rijece. Po jej ukończeniu odbył podróże szkoleniowe, w tym do Australii. W roku 1900 zaczął rozpoczął służbę na krążowniku „SMS Kaiserin und Königin Maria Theresia” i został odznaczony za swe zasługi podczas powstania bokserów w Chinach. W roku 1902 zdał egzamin na oficera.
Georga von Trappa fascynowały okręty podwodne; w roku 1908 skorzystał z okazji i przeniósł się do nowo powstałej jednostki U-Boot-Waffe. W roku 1910 przejął dowództwo na nowo skonstruowanym okręcie U-6, którego matką chrzestną została Agathe Whitehead, wnuczka Roberta Whiteheada, wynalazcy torpedy. Georg von Trapp dowodził U-6 aż do roku 1913. W okresie I wojny światowej dowodził okrętami U-5 i U-14, stając się asem wojny podwodnej. 1 maja 1918 roku został awansowany do stopnia komandora podporucznika (niem. Korvettenkapitän).

### Pierwsze małżeństwo
W styczniu 1911 roku, von Trapp ożenił się z Agathe Whitehead, która wniosła obfity posag. 1 listopada 1911 narodził się ich pierwszy syn, Rupert von Trapp, w miasteczku Pula, na terenie dzisiejszej Chorwacji. Kolejne dzieci z tego małżeństwo to: Agathe von Trapp urodzona również w Puli, Maria Franziska von Trapp, Werner von Trapp, Hedwig von Trapp i Johanna von Trapp urodzone w domu rodzinnym w Zell am See, i Martina von Trapp, urodzona w Klosterneuburgu, w domu rodzinnym Martinsschlössel w Austrii.
3 września 1922 roku Agathe zmarła na szkarlatynę, którą zaraziła się od córki, Agathe von Trapp.
Rodzina zakupiła dom w Aigen, na przedmieściach Salzburga, i przeniosła się tam w 1924 roku.
Około 1926 roku, Maria Franziska von Trapp z powodu szkarlatyny nie mogła chodzić do szkoły i Georg przyjął do pracy Marię Augustę Kutscherę, z klasztoru Nonnberg na posadę nauczycielki.

### Drugie małżeństwo
Maria Augusta, lat 22, i Georg, lat 47, pobrali się 26 listopada 1927. Z tego małżeństwa narodziła się Rosemarie von Trapp. Na dokumencie przy wjeździe Trappów do USA widnieje data jej urodzin 8 stycznia 1928, co oznaczałoby 2 miesiące po ślubie. Ponieważ na zdjęciu ślubnym nie widać, aby Maria Augusta była w tym czasie w ciąży, prawdopodobnie był to rok 1929. Kolejne dzieci to: Eleonore von Trapp, ur. 14 maja 1931 roku w Salzburgu, i Johannes von Trapp, ur. 17 stycznia 1939 roku w Filadelfii.

### Strata majątku
W roku 1935 Georg zdeponował cały majątek odziedziczony po żonie Agathe, w banku w Anglii. Sytuacja finansowa w Austrii, która była uciskana ekonomicznie przez Niemcy, a zwłaszcza banków była trudna. Aby pomóc swojej znajomej, Auguste Caroline Lammer, która była zatrudniona w branży bankowej, Georg wycofał większość swych pieniędzy z banku angielskiego i zdeponował w banku austriackim swojej znajomej. Bank upadł, a wraz z nim przepadły pieniądze rodziny. Jak wspomina później Maria w swojej książce, to całkowicie zdruzgotało i załamało Georga.
Jeszcze przed stratą pieniędzy, rodzina Trappów chętnie wspólnie muzykowała. W sytuacji braku środków do życia i możliwości ich zdobycia przez Georga, Maria przejęła inicjatywę i zaangażowała się w organizowanie występów muzycznych swojej nowej rodziny, w ten sposób zarabiając pieniądze. Z pomocą przyszedł im też ksiądz katolicki, Franz Wasner, który wkrótce zamieszkał wraz z nimi i został dyrektorem muzycznym grupy von Trappów.
Po roku 1918 Georg przyjął obywatelstwo włoskie, dzięki czemu nie groziło mu służenie w marynarce wojennej Hitlera (jak to przedstawiono w filmie „Dźwięki muzyki”, chyba że dołączyłby tam na ochotnika). Faktem jest, że rodzina Trappów była przeciwko przyłączeniu Austrii do Rzeszy (Anschluss) i opuściła Austrię udając się pociągiem do Włoch.

### Lata w USA
W roku 1938 po raz pierwszy rodzina udała się w trasę koncertową do USA. Początkowo przebywali w USA dzięki wizom turystycznym.
Po krótkim pobycie w Merion, w stanie Pensylwania, gdzie narodził się ostatni syn, Johannes, rodzina von Trappów osiedliła się w Stowe, w stanie Vermont w roku 1941. Zakupili farmę w roku 1942 i przekształcili ją w Trapp Family Lodge.
W roku 1944 von Trappowie (Maria-mama, Johanna, Martina, Maria-córka, Hedwig i Agathe) złożyli wnioski o obywatelstwo amerykańskie w Sądzie Rejonowym w Burlington w stanie Vermont.
Georg von Trapp podobno nigdy nie starał się o obywatelstwo. Rupert i Werner byli naturalizowani dzięki służbie w Amerykańskich Siłach Zbrojnych podczas II wojny światowej. Rosemarie i Eleonore uzyskały obywatelstwo dzięki matce, a Maria i Johannes byli już obywatelami ze względu na miejsce urodzenia.
W styczniu 1947 roku generał Harry J. Collins zwrócił się z prośbą do rodziny Trappów o pomoc dla narodu austriackiego, a zwłaszcza mieszkańców Salzburga. Rodzina von Trappów założyła wtedy organizację charytatywną Trapp Family Austrian Relief, Inc. W roku 1949 papież Pius XII odznaczył Marię Augustę von Trapp Medalem Benemerenti w dowód uznania za działania Trapp Family Austrian Relief Inc.
Georg Ritter von Trapp zmarł na raka płuc 30 maja 1947 roku w Stowe, Vermont.

## Odznaczenia
Odznaczenia Georga von Trappa to między innymi:
- Kawaler Orderu Leopolda z mieczami i dekoracją wojenną
- Kawaler Orderu Korony Żelaznej III klasy z mieczami i dekoracją wojenną
- Srebrny Medal Waleczności I klasy
- Krzyż Zasługi Wojskowej III klasy z mieczami i dekoracją wojenną (dwukrotnie)
- Krzyż Zasługi Wojskowej III klasy
- Brązowy Medal Zasługi Wojskowej z mieczami na wstędze Krzyża Wojskowego
- Krzyż Wojskowy Karola
- Medal Wojenny
- Brązowy Medal Jubileuszowy Pamiątkowy dla Sił Zbrojnych i Żandarmerii
- Krzyż Jubileuszowy Wojskowy